# Geschenke an Geschäftsfreunde und Arbeitnehmer
Geschenke an Geschäftspartner und Arbeitnehmer im steuerrechtlichen Sinne werden auch Zuwendungen genannt. Die rechtliche Behandlung eines Geschenks im Geschäftsleben ist abhängig von Preis, Umfang und dem Anlass der Schenkung.

## Begriff Geschenk
Geschenke sind Bar- oder Sachzuwendungen. Der Beschenkte verpflichtet sich zu keinen bestimmten Gegenleistungen. Außerdem besteht kein wirtschaftlicher Zusammenhang zu einer Gegenleistung. Das heißt, wenn das Geschenk beispielsweise hundert Euro sind, wenn der Beschenkte einen Vertrag abschließt, ist das kein Geschenk, da ein wirtschaftlicher Zusammenhang zur Gegenleistung besteht.
Geschenke im Geschäftsbereich müssen immer einen geschäftlichen Anlass haben. 
Privat veranlasste Zuwendungen sind keine Geschenke. Ein privater Anlass wäre ein Geburtstagsgeschenk. Ein Geschenk zum Geburtstag eines Geschäftspartners, um auf sich selbst aufmerksam zu machen, ist jedoch ein geschäftlicher Anlass.
Der Begriff Geschenk ist jedoch nicht auf eine Sache beschränkt, wie eine Flasche Wein. Darunter fällt ebenfalls eine Einladung zu Sport- und Kulturveranstaltungen, in VIP-Bereiche oder Reiseveranstaltungen.

### Streuwerbeartikel sind keine Geschenke
Werbeartikel, die in der Anschaffung nicht mehr als 10 Euro kosten, sind keine Geschenke. Diese Zuwendungen werden als Streuwerbung bezeichnet und sind in voller Höhe abzugsfähig. Darunter fällt zum Beispiel ein Luftballon, den ein Geschäft zum Jubiläum verteilt.

### Bewirtungskosten
Bewirtungskosten bleiben von der Regelung der Pauschalierung nach § 37b EStG unberührt. Bewirtungskosten fallen unter die Regelung des § 4 Abs. 5 Nr. 2 EStG.

## Pauschalierung nach § 37b EStG
Der Schenkende kann eine Pauschalierung der Steuer für sein Geschenk durchführen. Das heißt, es werden auf die Kosten des Geschenks 30 Prozent Steuer erhoben. Zusätzlich fallen noch 5,5 Prozent der Steuer als Solidaritätszuschlag an und Kirchensteuer. Die Höhe der Kirchensteuer ist abhängig davon, in welchem Bundesland man den Sitz seiner Gesellschaft hat.

### Steuerrechtliches Wahlrecht
Die Pauschalierung ist ein steuerrechtliches Wahlrecht. Das heißt, der Schenkende hat die Wahl, ob er das Geschenk pauschal versteuern möchte oder nicht. Das Wahlrecht kann nur einmal im Kalenderjahr einheitlich für alle Geschenke ausgeübt werden.

### Höchstgrenzen bei der Pauschalierung
Die Anwendung der Pauschalsteuer darf nur bis zu einem Höchstbetrag in Höhe von jährlich 10.000 € pro Beschenktem durchgeführt werden.

### Meldung und Abführung der Pauschalsteuer
Die Pauschalsteuer wird in der Lohnsteueranmeldung gemeldet und daraufhin zum fälligen Zeitpunkt bezahlt. Dies gilt auch für die Geschenke an Geschäftsfreunde.

## Keine Pauschalsteuer
Wird das Wahlrecht gegen die Pauschalsteuer ausgeübt, muss der Beschenkte die Versteuerung des Geschenks selbst übernehmen. Dazu muss der Schenkende dem Beschenkten den Preis des Geschenks nennen. Der Preis des Geschenks ist die Bemessungsgrundlage der Steuer, die dann der Beschenkte selbst abführt.
Diese Regelung war bis zum Jahressteuergesetz 2007 die einzige Möglichkeit, ein Geschenk zu besteuern. Mit dem Jahressteuergesetz 2007 wurde die Pauschalisierung in Kraft gesetzt.

## Unterrichtspflicht des Schenkenden
Der Schenkende ist verpflichtet, den Beschenkten davon zu unterrichten, ob er die Pauschalisierung der Steuer für das Geschenk vorgenommen hat. Wenn er die Pauschalisierung nicht vorgenommen hat, muss der Schenkende dem Beschenkten mitteilen, wie hoch der Preis des Geschenks war.

## Geschenke in der Buchführung
Geschenke dürfen den Gewinn mindern, solange ein Geschenk nicht teurer war als 35 Euro. Ein Geschenk über 35 Euro muss „nicht abzugsfähig“ gebucht werden.

### Berechnungsgrundlage der 35-Euro-Grenze
Geschenke können nur dann abzugsfähig gebucht werden, wenn die Kosten für das Geschenk 35 Euro nicht übersteigen. Bei einem vorsteuerabzugsberechtigten Unternehmen gilt die 35-Euro-Grenze für den Nettobetrag. Unternehmen, die nicht vorsteuerabzugsberechtigt sind, ist die Grenze in Höhe von 35 Euro brutto zu betrachten. Jedoch müssen Transport- und Verpackungskosten nicht miteingerechnet werden, es sei denn, eine besondere Verpackung ist Bestandteil des Geschenks.
Es ist ebenfalls notwendig, die Geschenke einzeln zu buchen. Damit wird gewährleistet, dass das Geschenk jedem einzelnen Geschäftspartner zugeordnet werden kann.

## Geschenke an Arbeitnehmer
Beschenkt ein Arbeitgeber seinen Arbeitnehmer ohne persönlichen Anlass und ohne eine Verpflichtung zur Gegenleistung, ist das Geschenk gleichfalls zu besteuern. 
Pauschaliert der schenkende Arbeitgeber das Geschenk, ist trotzdem das Geschenk für den beschenkten Arbeitnehmer sozialversicherungspflichtig.

### Aufmerksamkeiten an Arbeitnehmer
Aufmerksamkeiten an Arbeitnehmer sind Sachzuwendungen aufgrund eines persönlichen Ereignisses. Daher gehören Aufmerksamkeiten nicht zu den Geschenken. Aufmerksamkeiten sind kein Arbeitslohn, soweit diese einen Wert von 60 Euro (bis 31. Dezember 2014: 40 Euro) nicht übersteigen. Es handelt sich um eine Freigrenze, das heißt: wenn der Grenzwert auch nur geringfügig überschritten wird, gilt der gesamte Wert als steuer- und sozialversicherungspflichtiger Arbeitslohn.

### Sachzuwendungen an Arbeitnehmer
Ein Arbeitgeber kann seinem Arbeitnehmer laut § 8 Abs. 2 Satz 9 EStG monatlich eine Sachzuwendung bis zur Höhe von 44 Euro zukommen lassen. Auch hierbei handelt es sich um eine Freigrenze. Die Sachzuwendung, die ohne persönlichen Anlass des Arbeitnehmers und auf Grund seiner Arbeitnehmertätigkeit dem Arbeitnehmer gewährt wird, ist kein Geschenk.

## Gesetze und Richtlinien
- § 37b EStG
- § 4 Abs. 5 Satz 1 EStG
- R 4.10 EStR
- BMF-Schreiben vom 29. April 2008 (IV B 2-S-2297-b/07-0001) und vom 19. Mai 2015 (IV C 6 - S 2297-b/14/10001)